# بوب دولمان
بوب دولمان هو منتج أفلام وكاتب سيناريو ومخرج وممثل كندي، ولد في 5 أبريل 1949 بتورونتو في كندا. من الجوائز التي نالها جائزة الإيمي برايم تايم.

## أعمال

### أفلام
- (1992) فار آند أوي[1]
- (2002) الأخوات بانغر[2]
- (2006) كيف تأكل الديدان المقلية

## جوائز
- جائزة الإيمي برايم تايم

## وصلات خارجية
- بوب دولمان على موقع IMDb (الإنجليزية)
- بوب دولمان على موقع ألو سيني (الفرنسية)
- بوب دولمان على موقع أول موفي (الإنجليزية)
- بوب دولمان على موقع قاعدة بيانات الأفلام السويدية (السويدية)
- بوب دولمان على موقع قاعدة بيانات الفيلم (الإنجليزية)
- بوب دولمان على موقع كينوبويسك (الروسية)